# Estació d'Amado Granell-Montolivet
L'estació d'Amado Granell-Montolivet és una estació subterrània localitzada al barri de Montolivet de València i que forma part de la línia 10 de l'operador Metrovalència. L'estació pertany a la zona tarifària A de Ferrocarrils de la Generalitat Valenciana (FGV) i l'Autoritat de Transport Metropolità de València (ATMV). L'adreça oficial de l'estació és l'avinguda d'Amado Granell Mesado, números 13-21.

## Història

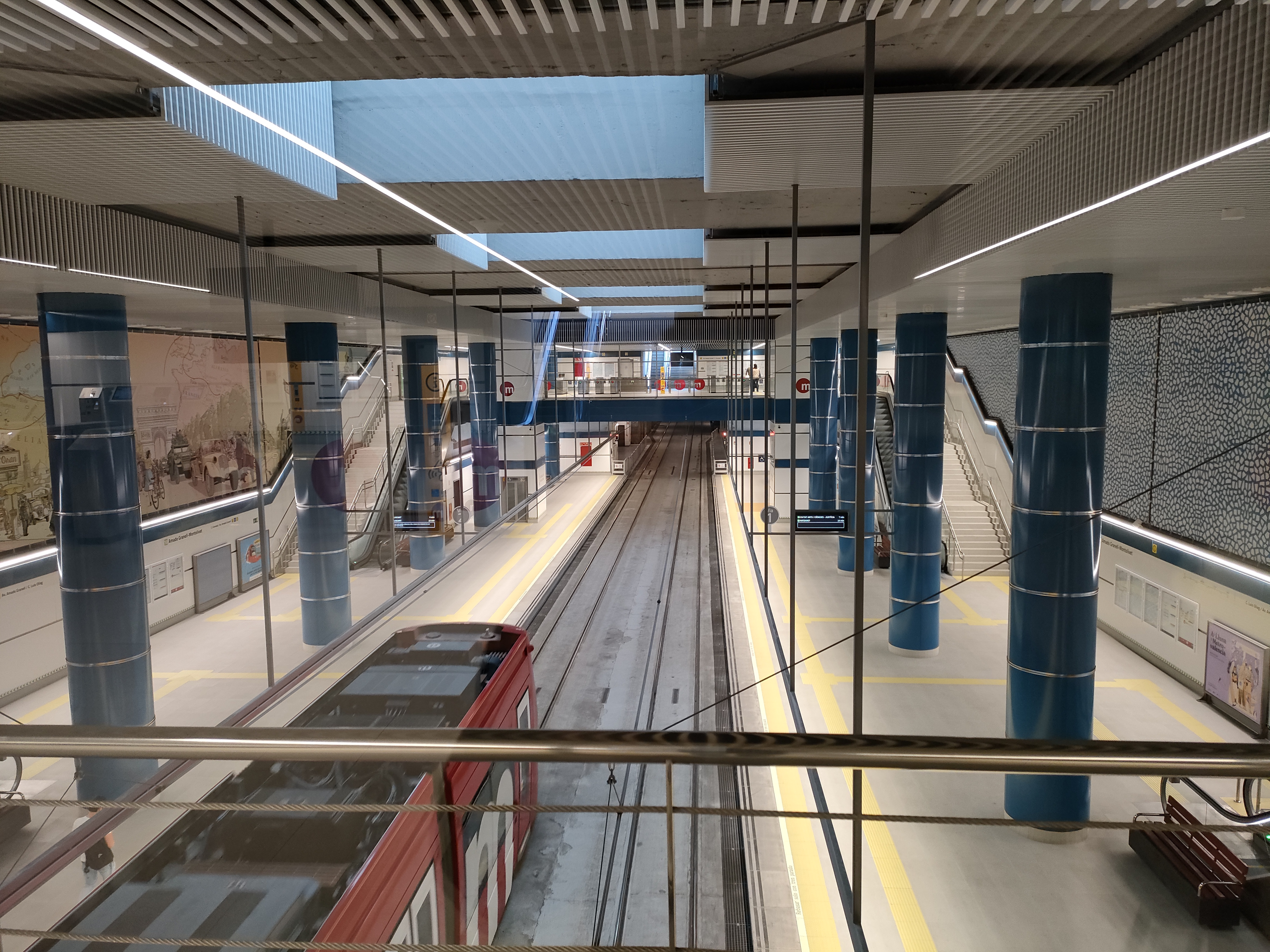
Panorama des dels accessos

La construcció de l'estació va començar el 2007, però es va paralitzar junt amb la línia 10 a causa de la crisi econòmica l'any 2011. En 2011 es van paralitzar les obres per falta de fons, amb l'estació del Mercat Central acabada i la part subterrània del tram entre Alacant i Natzaret parcialment completada. Les obres de la línia es van reprendre el 2019 L'estació fou inaugurada, juntament amb la línia, el 17 de maig de 2022. El nom de l'estació prové, per una banda, de la via pública sota la qual es troba, nomenada en honor al militar republicà Amado Granell Mesado i, per altra banda, del barri de Montolivet, on se troba l'estació.

## Distribució

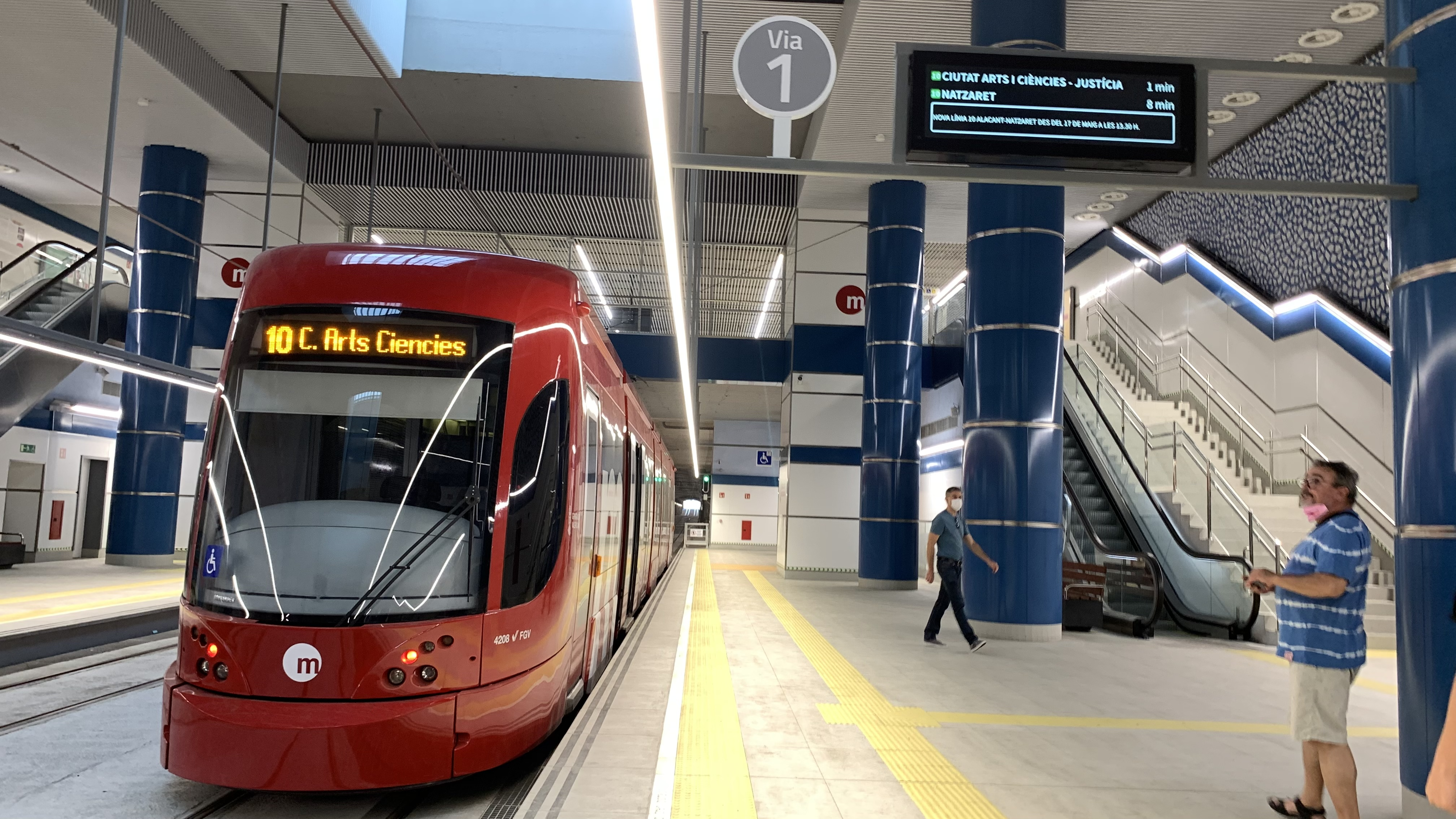
Unitat 4200 a la via 1 (2022)

L'estació, de caràcter subterrani, està estructurada en dos grans nivells: el superior, on s'hi troben els accessos, els torns i les oficines i l'inferior, on hi ha les andanes amb les dues vies, per on circul·len trens en dos sentits: un d'anada i l'altre de tornada. Les andanes no disposen de mampares de seguretat. L'estació compta amb escales mecàniques, elevador i accessibilitat per a persones amb discapacitat física, visual i auditiva. Cal dir que aquesta és l'última estació subterrània des de l'inici de la línia a l'estació d'Alacant, sent la resta del recorregut en superfície.
Pel que fa als accessos, l'estació disposa de dos: ambdós a l'avinguda d'Amado Granell Mesado, però un en direcció al carrer de Granada i l'altre al carrer de Luis Oliag.

### Línies
| Procedència/Destinació | <       | Línia | >               | Procedència/Destinació |
| ---------------------- | ------- | ----- | --------------- | ---------------------- |
| Alacant                | Russafa | ...   | Quatre Carreres | Natzaret               |